# II. Eadberht kenti király
III. Eadberht (angolszászul: Eadbeahrht Cyning), († 798 után), kenti király 796–798 között.
Valószínűleg még Offa merciai király száműzte a kontinensre. Itt Nagy Károly udvarában élt, majd Offa halála után, 796-ban visszament Kentbe és királlyá választatta magát. Nem jó viszonyban volt a szomszédos Mercia királyával, (Cœnreddel), aki III. Leó pápával kiközösíttette (mondván, hogy Eadberht korábban pap volt). Ezek után Cœnred elfoglalta Kentet, és Eadberhtet magával vitte Merciába. Itt azután az Angolszász krónika szerint megvakították és kezeit levágták. További sorsa ismeretlen.